# Emil Abderhalden
Emil Abderhalden (Oberuzwil, 9 de março de 1877 — Zurique, 5 de agosto de 1950) foi um bioquímico e fisiologista suíço que se destacou no campo dos albuminóides.

## Obras
- Handbuch der biochemischen Arbeitsmethoden. Berlim 1910.
- Biochemisches Handlexikon. Berlim 1911–1913.
- Schutzfermente des tierischen Organismus gegen körper-, blutplasma- und zellfremde Stoffe. Berlim 1912.
- Lehrbuch der physiologischen Chemie. 1914/1915.
- Die Erhaltung der deutschen Volkskraft. 1915.
- Bund zur Erhaltung und Mehrung der deutschen Volkskraft, sein Zweck, seine bisherige Tätigkeit und seine Ziele. Knapp, Halle 1916.
- Das Recht auf Gesundheit und die Pflicht, sie zu erhalten, die Grundbedingung für das Wohlergehen von Person, Volk, Staat und der gesamten Nationen. Leipzig 1921.
- Handbuch der biologischen Arbeitsmethoden. 107 Bände, Berlim/Viena 1920–1939.
- Editor (1925–1938): Ethik (Zeitschrift)
- Gedanken eines Biologen zur Schaffung einer Völkergemeinschaft und eines dauerhaften Friedens. Zurique 1947.